# Quéménéven
Quéménéven is een gemeente in het Franse departement Finistère (regio Bretagne). De plaats maakt deel uit van het arrondissement Châteaulin. Quéménéven telde op 1 januari 2022 1.116 inwoners.

## Geografie
De oppervlakte van Quéménéven bedroeg op 1 januari 2022 28,21 vierkante kilometer; de bevolkingsdichtheid was toen 39,6 inwoners per km².

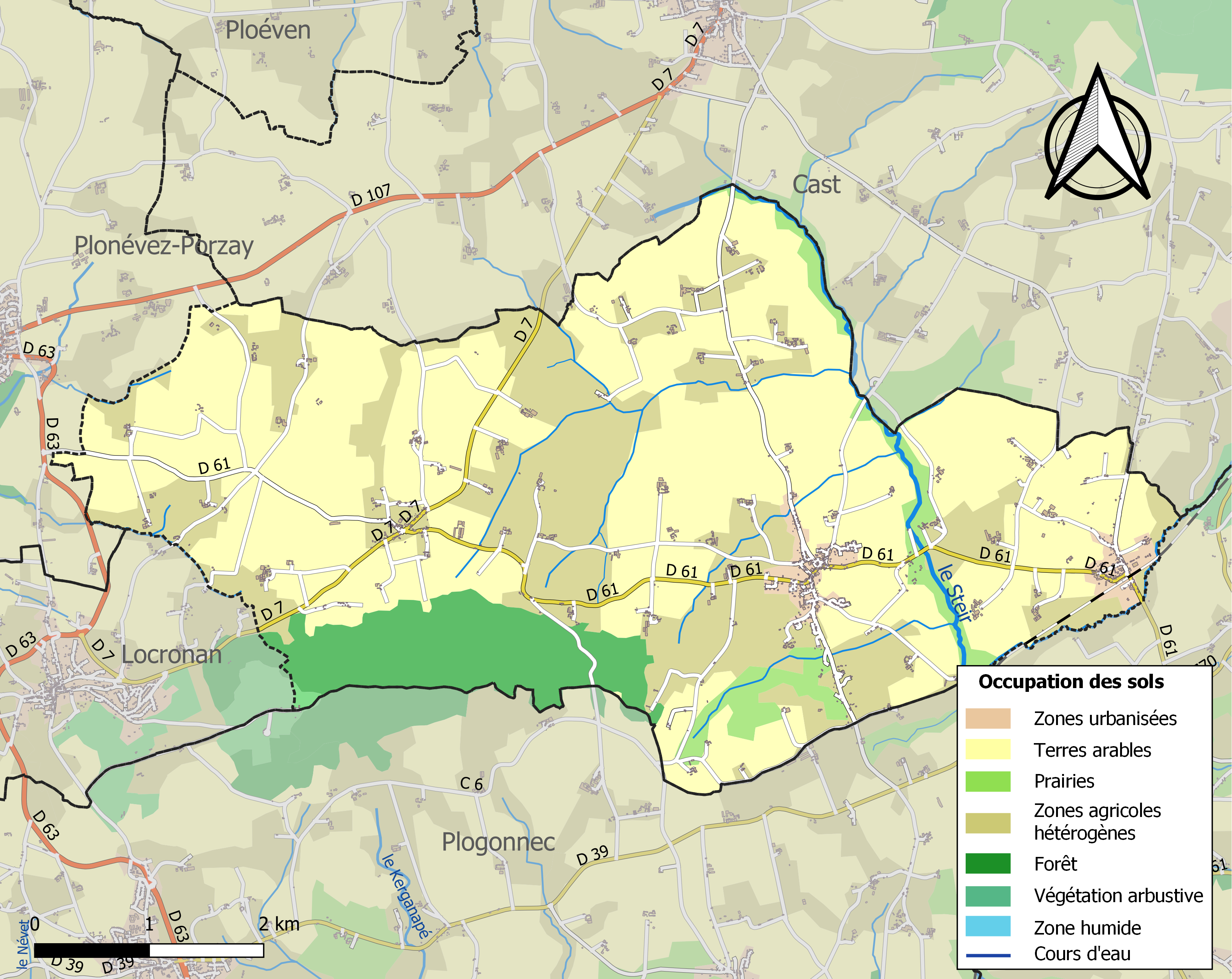
Kaart van de gemeente met belangrijkste infrastructuur, bodemgebruik en omliggende gemeenten

## Demografie
Onderstaande figuur toont het verloop van het inwonertal (bron: INSEE-tellingen).